# بالتازار كارلوس
بالتازار كارلوس من النمسا/إسبانيا (بالإسبانية: Baltasar Carlos de Austria)‏ (17 أكتوبر 1629 - 9 أكتوبر 1646) كان أمير أستورياس وجرندة وممالك الإسبانية الأخرى، وفضلا عن ذلك كان أمير البرتغال حتى 1640، هو أبن فيليب الرابع ملك إسبانيا وإليزابيث البوربونية.